# 마엘 리커
마엘 리커(Maëlle Ricker, 1978년 12월 2일~)는 캐나다의 여자 스노보드 선수이다. 1996년 FIS 월드컵에 데뷔해 20년 가까이 선수생활을 이어오고 있다. 2010년 밴쿠버 동계올림픽 여자 스노보드 크로스 경기에서 금메달을 획득하였고, 4년뒤 치러진 2014년 소치 동계올림픽에서는 예선 레이스 도중에 넘어지면서 레이스를 포기해 최종 21위에 머물렀다.

## 성적

### 동계올림픽
| 년도 | 대회일   | 장소            | 종목            | 결과 | 메달 |
| ---- | -------- | --------------- | --------------- | ---- | ---- |
| 1998 | 2월 12일 | 일본 나가노     | 하프파이프      | 5위  | -    |
| 2006 | 2월 13일 | 이탈리아 토리노 | 하프파이프      | 23위 | -    |
| 2006 | 2월 17일 | 이탈리아 토리노 | 스노보드 크로스 | 4위  | -    |
| 2010 | 2월 16일 | 캐나다 밴쿠버   | 스노보드 크로스 | 1위  |      |
| 2014 | 2월 16일 | 러시아 소치     | 스노보드 크로스 | 21위 | -    |